# Puchar Świata w biegach narciarskich 2001/2002
Sezon 2001/2002 Pucharu Świata w biegach narciarskich rozpoczął się 24 listopada 2001 w fińskim mieście Kuopio. Ostatnie zawody z tego cyklu rozegrano 23 marca 2002 w norweskim Lillehammer.
Puchar Świata rozegrany został w 8 krajach i 15 miastach. Najwięcej zawodów zorganizowali Włosi, którzy 7 razy gościli najlepszych biegaczy narciarskich świata.
Obrońcą Pucharu Świata wśród mężczyzn był Szwed Per Elofsson, a wśród kobiet Rosjanka Julija Czepałowa.
W tym sezonie w pucharze świata triumfowała Bente Skari wśród kobiet oraz ponownie Per Elofsson wśród mężczyzn.

## Kalendarz i wyniki

### Mężczyźni
| Lp  | Data              | Miejscowość            | Dystans                                                                       | 1. miejsce                                                                       | 2. miejsce                                                                        | 3. miejsce                                                                          |
| --- | ----------------- | ---------------------- | ----------------------------------------------------------------------------- | -------------------------------------------------------------------------------- | --------------------------------------------------------------------------------- | ----------------------------------------------------------------------------------- |
| 1.  | 24 listopada 2001 | Kuopio                 | 15 km s. klasyczny                                                            | Anders Aukland                                                                   | Erling Jevne                                                                      | Frode Estil                                                                         |
| 2.  | 25 listopada 2001 | Kuopio                 | 10 km s. dowolny                                                              | Per Elofsson                                                                     | Ole Einar Bjørndalen                                                              | Thomas Alsgaard                                                                     |
| 3.  | 27 listopada 2001 | Kuopio                 | Sztafeta 4 × 10 km                                                            | Norwegia Odd-Bjørn Hjelmeset · Erling Jevne · Håvard Bjerkeli · Tor Arne Hetland | Szwecja Urban Lindgren · Mathias Fredriksson · Per Elofsson · Jörgen Brink        | Rosja I Wasilij Roczew · Michaił Iwanow · Nikołaj Bolczakow · Władimir Wilisow      |
| 4.  | 8 grudnia 2001    | Cogne                  | 10 km s. klasyczny                                                            | Anders Aukland                                                                   | Per Elofsson                                                                      | Frode Estil                                                                         |
| 5.  | 9 grudnia 2001    | Cogne                  | Sprint s. dowolny                                                             | Cristian Zorzi                                                                   | Tor Arne Hetland                                                                  | Markus Hasler                                                                       |
| 6.  | 12 grudnia 2001   | Brusson                | 15 km s. dowolny                                                              | Johann Mühlegg                                                                   | Christian Hoffmann                                                                | Per Elofsson                                                                        |
| 7.  | 15 grudnia 2001   | Davos                  | 15 km s. klasyczny                                                            | Erling Jevne                                                                     | Per Elofsson                                                                      | Ivan Bátory                                                                         |
| 8.  | 16 grudnia 2001   | Davos                  | Sztafeta 4 × 10 km                                                            | Szwecja Urban Lindgren · Mathias Fredriksson · Niklas Jonsson · Per Elofsson     | Rosja Witalij Dienisow · Michaił Iwanow · Władimir Wilisow · Nikołaj Bolczakow    | Norwegia I Frode Estil · Erling Jevne · Thomas Alsgaard · Tor Arne Hetland          |
| 9.  | 19 grudnia 2001   | Asiago                 | Sprint s. klasyczny                                                           | Jens Arne Svartedal                                                              | Trond Iversen                                                                     | Andreas Schlütter                                                                   |
| 10. | 22 grudnia 2001   | Ramsau                 | 30 km s. dowolny (start masowy)                                               | Per Elofsson                                                                     | Ole Einar Bjørndalen                                                              | Christian Hoffmann                                                                  |
| 11. | 27 grudnia 2001   | Garmisch-Partenkirchen | Sprint s. dowolny                                                             | Cristian Zorzi                                                                   | Tor Arne Hetland                                                                  | Peter Larsson                                                                       |
| 12. | 29 grudnia 2001   | Salzburg               | Sprint s. klasyczny                                                           | Håvard Bjerkeli                                                                  | Trond Einar Elden                                                                 | Tor Arne Hetland                                                                    |
| 13. | 5 stycznia 2002   | Val di Fiemme          | 10 km + 10 km łączony                                                         | Per Elofsson                                                                     | Thomas Alsgaard                                                                   | Anders Aukland                                                                      |
| 14. | 6 stycznia 2002   | Val di Fiemme          | Sprint s. dowolny                                                             | Trond Iversen                                                                    | Keijo Kurttila                                                                    | Thobias Fredriksson                                                                 |
| 15. | 8 stycznia 2002   | Val di Fiemme          | 30 km s. klasyczny (start masowy)                                             | Anders Aukland                                                                   | Witalij Dienisow                                                                  | Mathias Fredriksson                                                                 |
| 16. | 12 stycznia 2002  | Nové Město             | 10 km s. dowolny                                                              | Fabio Maj                                                                        | Jaak Mae                                                                          | Kristen Skjeldal                                                                    |
| 17. | 13 stycznia 2003  | Nové Město             | Sprint drużynowy s. dowolny                                                   | Włochy II Fabio Maj · Freddy Schwienbacher                                       | Włochy I Giorgio Di Centa · Cristian Zorzi                                        | Finlandia III Teemu Kattilakoski · Sami Repo                                        |
| IO  |                   | Salt Lake City         | Biegi narciarskie na Zimowych Igrzyskach Olimpijskich 2002 8 - 24 lutego 2002 | Biegi narciarskie na Zimowych Igrzyskach Olimpijskich 2002 8 - 24 lutego 2002    | Biegi narciarskie na Zimowych Igrzyskach Olimpijskich 2002 8 - 24 lutego 2002     | Biegi narciarskie na Zimowych Igrzyskach Olimpijskich 2002 8 - 24 lutego 2002       |
| 18. | 2 marca 2002      | Lahti                  | 15 km s. dowolny                                                              | Per Elofsson                                                                     | Thomas Alsgaard                                                                   | Tore Ruud Hofstad                                                                   |
| 19. | 3 marca 2002      | Lahti                  | Sprint drużynowy s. dowolny                                                   | Włochy I Giorgio Di Centa · Cristian Zorzi                                       | Niemcy René Sommerfeldt · Tobias Angerer                                          | Czechy Lukáš Bauer · Martin Koukal                                                  |
| 20. | 5 marca 2002      | Sztokholm              | Sprint s. klasyczny                                                           | Jens Arne Svartedal                                                              | Trond Iversen                                                                     | Björn Lind                                                                          |
| 21. | 9 marca 2002      | Falun                  | 10 km + 10 km łączony                                                         | Thomas Alsgaard                                                                  | Kristen Skjeldal                                                                  | Per Elofsson                                                                        |
| 22. | 10 marca 2002     | Falun                  | Sztafeta 4 × 10 km                                                            | Norwegia I Frode Estil · Anders Aukland · Kristen Skjeldal · Thomas Alsgaard     | Szwecja I Mathias Fredriksson · Per Elofsson · Anders Södergren · Fredrik Östberg | Norwegia II Jens Arne Svartedal · Erling Jevne · Tore Ruud Hofstad · Tore Bjonviken |
| 23. | 13 marca 2002     | Oslo                   | Sprint s. klasyczny                                                           | Jens Arne Svartedal                                                              | Jörgen Brink                                                                      | Keijo Kurttila                                                                      |
| 24. | 16 marca 2002     | Oslo                   | 50 km s. dowolny                                                              | Thomas Alsgaard                                                                  | Kristen Skjeldal                                                                  | Pietro Piller Cottrer                                                               |
| 25. | 23 marca 2002     | Lillehammer            | 58 km s. klasyczny (start masowy)                                             | Thomas Alsgaard                                                                  | Anders Aukland                                                                    | Frode Estil                                                                         |

### Kobiety
| Lp  | Data              | Miejscowość            | Dystans                                                                       | 1. miejsce                                                                           | 2. miejsce                                                                         | 3. miejsce                                                                         |
| --- | ----------------- | ---------------------- | ----------------------------------------------------------------------------- | ------------------------------------------------------------------------------------ | ---------------------------------------------------------------------------------- | ---------------------------------------------------------------------------------- |
| 1.  | 24 listopada 2001 | Kuopio                 | 10 km s. klasyczny                                                            | Bente Skari                                                                          | Olga Daniłowa                                                                      | Lina Andersson                                                                     |
| 2.  | 25 listopada 2001 | Kuopio                 | 5 km s. dowolny                                                               | Kateřina Neumannová                                                                  | Julija Czepałowa                                                                   | Kristina Šmigun                                                                    |
| 3.  | 27 listopada 2001 | Kuopio                 | Sztafeta 4 × 5 km                                                             | Rosja I Olga Daniłowa · Natalia Baranowa · Nina Gawriluk · Julija Czepałowa          | Rosja II Alona Sidko · Lubow Jegorowa · Jelena Buruchina · Olga Zawjałowa          | Szwecja Lina Andersson · Elin Ek · Anna Dahlberg · Jenny Olsson                    |
| 4.  | 8 grudnia 2001    | Cogne                  | 5 km s. klasyczny                                                             | Bente Skari                                                                          | Olga Daniłowa                                                                      | Vibeke Skofterud                                                                   |
| 5.  | 9 grudnia 2001    | Cogne                  | Sprint s. dowolny                                                             | Kateřina Neumannová                                                                  | Vibeke Skofterud                                                                   | Hilde G. Pedersen                                                                  |
| 6.  | 12 grudnia 2001   | Brusson                | 10 km s. dowolny                                                              | Julija Czepałowa                                                                     | Stefania Belmondo                                                                  | Kristina Šmigun                                                                    |
| 7.  | 15 grudnia 2001   | Davos                  | 10 km s. klasyczny                                                            | Bente Skari                                                                          | Kristina Šmigun                                                                    | Stefania Belmondo                                                                  |
| 8.  | 16 grudnia 2001   | Davos                  | Sztafeta 4 × 5 km                                                             | Norwegia Tina Bay · Bente Skari · Hilde G. Pedersen · Vibeke Skofterud               | Rosja III Alona Sidko · Olga Roczewa · Jelena Buruchina · Jekaterina Szczastliwaja | Włochy Cristina Paluselli · Gabriella Paruzzi · Arianna Follis · Stefania Belmondo |
| 9.  | 19 grudnia 2001   | Asiago                 | Sprint s. klasyczny                                                           | Bente Skari                                                                          | Petra Majdič                                                                       | Beckie Scott                                                                       |
| 10. | 22 grudnia 2001   | Ramsau                 | 15 km s. dowolny (start masowy)                                               | Kristina Šmigun                                                                      | Stefania Belmondo                                                                  | Jelena Buruchina                                                                   |
| 11. | 27 grudnia 2001   | Garmisch-Partenkirchen | Sprint s. dowolny                                                             | Evi Sachenbacher                                                                     | Sabina Valbusa                                                                     | Maj Helen Sorkmo                                                                   |
| 12. | 29 grudnia 2001   | Salzburg               | Sprint s. klasyczny                                                           | Anita Moen                                                                           | Kateřina Neumannová                                                                | Maj Helen Sorkmo                                                                   |
| 13. | 5 stycznia 2002   | Val di Fiemme          | 5 km + 5 km łączony                                                           | Olga Daniłowa                                                                        | Bente Skari                                                                        | Kateřina Neumannová                                                                |
| 14. | 6 stycznia 2002   | Val di Fiemme          | Sprint s. dowolny                                                             | Kateřina Neumannová                                                                  | Hilde G. Pedersen                                                                  | Sabina Valbusa                                                                     |
| 15. | 8 stycznia 2002   | Val di Fiemme          | 15 km s. klasyczny (start masowy)                                             | Bente Skari                                                                          | Olga Daniłowa                                                                      | Swietłana Nagiejkina                                                               |
| 16. | 12 stycznia 2002  | Nové Město             | 5 km s. dowolny                                                               | Julija Czepałowa                                                                     | Kateřina Neumannová                                                                | Stefania Belmondo                                                                  |
| 17. | 13 stycznia 2003  | Nové Město             | Sprint drużynowy s. dowolny                                                   | Rosja I Jewgienija Miedwiediewa · Julija Czepałowa                                   | Włochy I Gabriella Paruzzi · Sabina Valbusa                                        | Finlandia I Riikka Sirviö · Riitta-Liisa Roponen                                   |
| IO  |                   | Salt Lake City         | Biegi narciarskie na Zimowych Igrzyskach Olimpijskich 2002 8 - 24 lutego 2002 | Biegi narciarskie na Zimowych Igrzyskach Olimpijskich 2002 8 - 24 lutego 2002        | Biegi narciarskie na Zimowych Igrzyskach Olimpijskich 2002 8 - 24 lutego 2002      | Biegi narciarskie na Zimowych Igrzyskach Olimpijskich 2002 8 - 24 lutego 2002      |
| 18. | 2 marca 2002      | Lahti                  | 15 km s. dowolny                                                              | Kristina Šmigun                                                                      | Stefania Belmondo                                                                  | Nina Gawriluk                                                                      |
| 19. | 3 marca 2002      | Lahti                  | Sprint drużynowy s. dowolny                                                   | Włochy I Gabriella Paruzzi · Sabina Valbusa                                          | Rosja I Olga Zawjałowa · Nina Gawriluk                                             | Francja / Włochy Karine Philippot · Stefania Belmondo                              |
| 20. | 5 marca 2002      | Sztokholm              | Sprint s. klasyczny                                                           | Bente Skari                                                                          | Petra Majdič                                                                       | Anita Moen                                                                         |
| 21. | 9 marca 2002      | Falun                  | 5 km + 5 km łączony                                                           | Stefania Belmondo                                                                    | Nina Gawriluk                                                                      | Gabriella Paruzzi                                                                  |
| 22. | 10 marca 2002     | Falun                  | Sztafeta 4 × 5 km                                                             | Włochy I Sabina Valbusa · Gabriella Paruzzi · Cristina Paluselli · Stefania Belmondo | Norwegia Anita Moen · Marit Bjørgen · Hilde G. Pedersen · Vibeke Skofterud         | Niemcy Manuela Henkel · Viola Bauer · Claudia Künzel · Evi Sachenbacher            |
| 23. | 13 marca 2002     | Oslo                   | Sprint s. klasyczny                                                           | Bente Skari                                                                          | Lina Andersson                                                                     | Manuela Henkel                                                                     |
| 24. | 16 marca 2002     | Oslo                   | 30 km s. dowolny                                                              | Stefania Belmondo                                                                    | Kristina Šmigun                                                                    | Gabriella Paruzzi                                                                  |
| 25. | 23 marca 2002     | Lillehammer            | 58 km s. klasyczny (start masowy)                                             | Anita Moen                                                                           | Vibeke Skofterud                                                                   | Manuela Henkel                                                                     |

## Klasyfikacje

### Mężczyźni
| Lp.   | Zawodnik            | Punkty |
| 1.    | Per Elofsson        | 780    |
| 2.    | Thomas Alsgaard     | 777    |
| 3.    | Anders Aukland      | 545    |
| 4.    | Kristen Skjeldal    | 518    |
| 5.    | Frode Estil         | 404    |
| 6.    | Jaak Mae            | 401    |
| 7.    | Cristian Zorzi      | 327    |
| 8.    | Johann Mühlegg      | 322    |
| 9.    | Jens Arne Svartedal | 315    |
| 10.   | Erling Jevne        | 307    |
| . . . |                     |        |
| 70.   | Janusz Krężelok     | 46     |

| Lp.   | Zawodnik             | Punkty |
| 1.    | Trond Iversen        | 328    |
| 2.    | Jens Arne Svartedal  | 300    |
| 3.    | Cristian Zorzi       | 264    |
| 4.    | Thobias Fredriksson  | 254    |
| 5.    | Håvard Bjerkeli      | 249    |
| 6.    | Tor Arne Hetland     | 247    |
| 7.    | Björn Lind           | 205    |
| 8.    | Jörgen Brink         | 155    |
| 9.    | Keijo Kurttila       | 154    |
| 10.   | Freddy Schwienbacher | 149    |
| . . . |                      |        |
| 30.   | Janusz Krężelok      | 46     |

### Kobiety
| Lp.   | Zawodniczka         | Punkty |
| 1.    | Bente Skari         | 877    |
| 2.    | Kateřina Neumannová | 763    |
| 3.    | Stefania Belmondo   | 760    |
| 4.    | Kristina Šmigun     | 649    |
| 5.    | Julija Czepałowa    | 612    |
| 6.    | Hilde G. Pedersen   | 552    |
| 7.    | Olga Daniłowa       | 488    |
| 8.    | Gabriella Paruzzi   | 467    |
| 9.    | Anita Moen          | 440    |
| 10.   | Sabina Valbusa      | 381    |
| . . . |                     |        |
| 103.  | Justyna Kowalczyk   | 1      |

| Lp.   | Zawodniczka         | Punkty |
| 1.    | Bente Skari         | 319    |
| 2.    | Anita Moen          | 307    |
| 3.    | Kateřina Neumannová | 293    |
| 4.    | Evi Sachenbacher    | 237    |
| 5.    | Hilde G. Pedersen   | 223    |
| 6.    | Manuela Henkel      | 209    |
| 7.    | Maj Helen Sorkmo    | 203    |
| 8.    | Sabina Valbusa      | 201    |
| 9.    | Petra Majdič        | 200    |
| 10.   | Beckie Scott        | 158    |
| . . . |                     |        |
| 73.   | Justyna Kowalczyk   | 1      |

## Wyniki Polaków

### Kobiety
| Zawodniczka        | Kuopio 24.11 | Kuopio 25.11 | Cogne 8.12 | Cogne 9.12 | Brusson 12.12 | Davos 15.12 | Asiago 19.12 | Ramsau 22.12 | Garmisch-Partenkirchen 27.12 | Salzburg 29.12 | Val di Fiemme 5.01 | Val di Fiemme 6.01 | Val di Fiemme 8.01 | Nové Město 12.01 | Salt Lake City IO 9.02 | Salt Lake City IO 12.02 | Salt Lake City IO 14.02 | Salt Lake City IO 19.02 | Salt Lake City IO 23.02 | Lahti 2.03 | Sztokholm 5.03 | Falun 9.03 | Oslo 13.03 | Oslo 16.03 | Lillehammer 23.03 |
| ------------------ | ------------ | ------------ | ---------- | ---------- | ------------- | ----------- | ------------ | ------------ | ---------------------------- | -------------- | ------------------ | ------------------ | ------------------ | ---------------- | ---------------------- | ----------------------- | ----------------------- | ----------------------- | ----------------------- | ---------- | -------------- | ---------- | ---------- | ---------- | ----------------- |
| Justyna Kowalczyk  | -            | -            | -          | 64         | -             | -           | 30           | dnf          | -                            | -              | -                  | -                  | -                  | -                | -                      | -                       | -                       | -                       | -                       | -          | -              | -          | -          | -          | -                 |
| Dorota Kwaśny      | -            | -            | 80         | 77         | 76            | dnf         | 32           | dnf          | -                            | -              | -                  | -                  | -                  | -                | -                      | -                       | -                       | -                       | -                       | -          | -              | -          | -          | -          | -                 |
| Magdalena Oleksiuk | 90           | 88           | 84         | 79         | 80            | -           | 33           | -            | -                            | -              | -                  | -                  | -                  | -                | -                      | -                       | -                       | -                       | -                       | -          | -              | -          | -          | -          | -                 |

### Mężczyźni
| Zawodniczka     | Kuopio 24.11 | Kuopio 25.11 | Cogne 8.12 | Cogne 9.12 | Brusson 12.12 | Davos 15.12 | Asiago 19.12 | Ramsau 22.12 | Garmisch-Partenkirchen 27.12 | Salzburg 29.12 | Val di Fiemme 5.01 | Val di Fiemme 6.01 | Val di Fiemme 8.01 | Nové Město 12.01 | Salt Lake City IO 9.02 | Salt Lake City IO 12.02 | Salt Lake City IO 15.02 | Salt Lake City IO 19.02 | Salt Lake City IO 24.02 | Lahti 2.03 | Sztokholm 5.03 | Falun 9.03 | Oslo 13.03 | Oslo 16.03 | Lillehammer 23.03 |
| --------------- | ------------ | ------------ | ---------- | ---------- | ------------- | ----------- | ------------ | ------------ | ---------------------------- | -------------- | ------------------ | ------------------ | ------------------ | ---------------- | ---------------------- | ----------------------- | ----------------------- | ----------------------- | ----------------------- | ---------- | -------------- | ---------- | ---------- | ---------- | ----------------- |
| Janusz Krężelok | 72           | 72           | 76         | 31         | 87            | -           | 11           | 64           | 25                           | 34             | -                  | 15                 | 64                 | -                | -                      | -                       | 25                      | 9                       | -                       | -          | -              | -          | -          | -          | -                 |
| Maciej Kreczmer | -            | -            | -          | -          | -             | -           | -            | -            | 42                           | 39             | -                  | -                  | -                  | -                | -                      | -                       | -                       | -                       | -                       | -          | -              | -          | -          | -          | -                 |